# Dasyhelea bactriana
Dasyhelea bactriana är en tvåvingeart som beskrevs av Remm 1980. Dasyhelea bactriana ingår i släktet Dasyhelea och familjen svidknott.
Artens utbredningsområde är Uzbekistan. Inga underarter finns listade i Catalogue of Life.